# Pape Mamadou Diouf
Pape Mamadou Diouf (31 dicembre 1982) è un ex calciatore senegalese, di ruolo portiere.